# Кучеренко, Вера Прокофьевна
Вера Прокофьевна Кучеренко (1930—2000) — доярка, Герой Социалистического Труда (1966).

## Биография
Вера Кучеренко родилась 16 июня 1930 года в селе Александровка (ныне — Матвеево-Курганский район Ростовской области). С пятнадцатилетнего возраста работала в колхозе, была сначала телятницей, а в 1951 году стала дояркой.
За время своей работы Кучеренко добилась больших успехов в увеличении надоев молока. Также ей было обучено передовым методами работы несколько десятков доярок.
Указом Президиума Верховного Совета СССР от 22 марта 1966 года за «достигнутые успехи в развитии животноводства, увеличении производства и заготовок мяса в 1965 году» Вера Кучеренко была удостоена высокого звания Героя Социалистического Труда с вручением ордена Ленина и медали «Серп и Молот».
Активно занималась общественной деятельностью, избиралась депутатом различных выборных органов. Проживала в родном селе. Скончалась 6 октября 2000 года.
Была награждена двумя орденами Ленина и рядом медалей.